# Filia Uniwersytetu Łódzkiego w Tomaszowie Mazowieckim
Filia UŁ w Tomaszowie Mazowieckim – zamiejscowe wydziały Uniwersytetu Łódzkiego powstałe na mocy porozumienia podpisanego  pomiędzy uczelnią a władzami samorządowymi Tomaszowa Mazowieckiego w 1998 roku.
Od chwili powstania filii do 2020 roku pełnomocnikiem Rektora UŁ ds. Filii Uniwersytetu Łódzkiego w Tomaszowie Mazowieckim był profesor Zbigniew Rau.

## Kierunki studiów
- Administracja I stopnia (niestacjonarne)
- Administracja II stopnia (niestacjonarne)
- Leśnictwo (stacjonarne)
- Leśnictwo (niestacjonarne)
- Turystyka i Rekreacja (stacjonarne)
- Podyplomowe Studia Organizacji i Zarządzania Eventami (niestacjonarne)
- Zarządzanie (stacjonarne)
- Zarządzanie (niestacjonarne)[3]

## Galeria

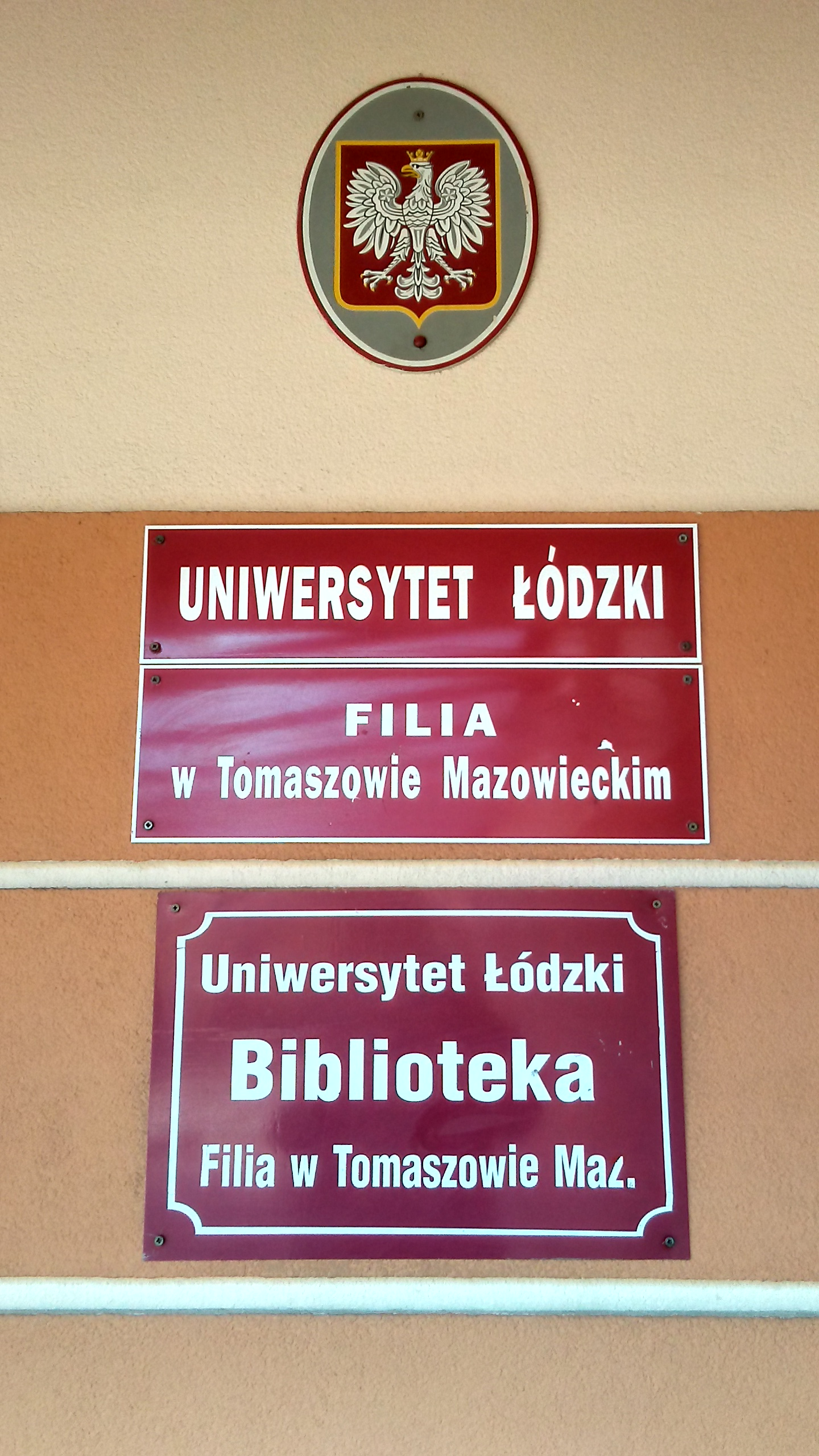
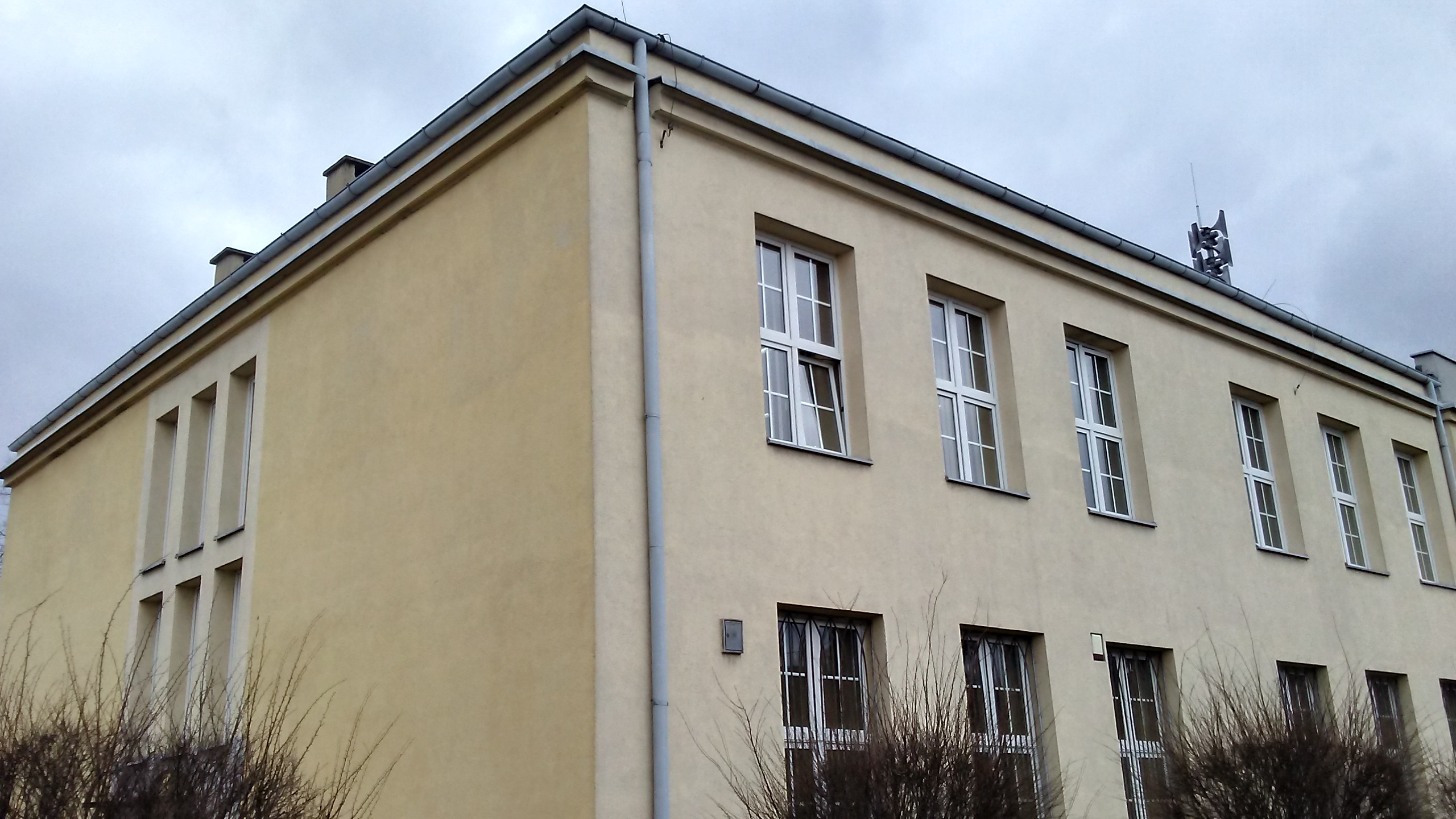
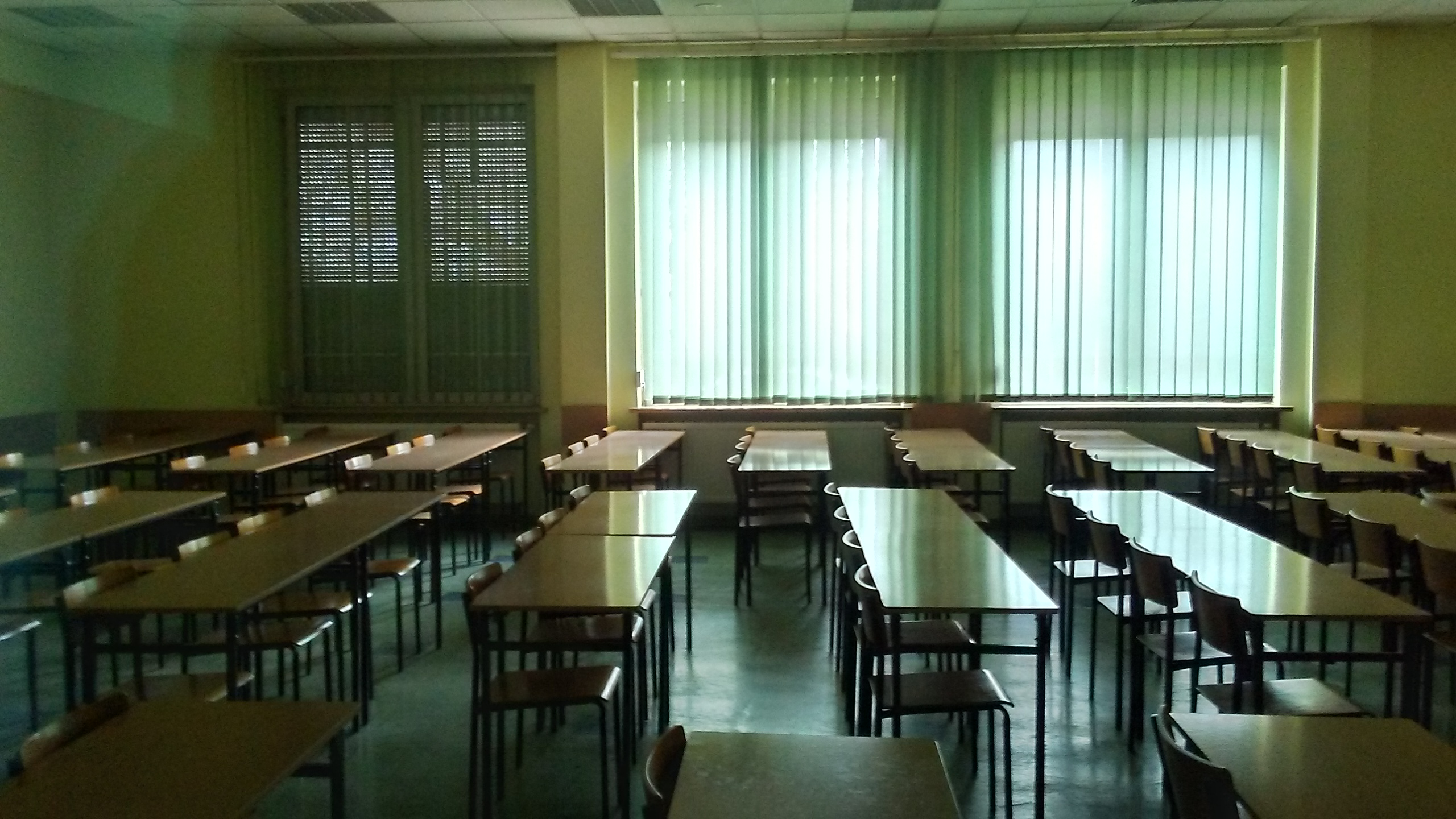
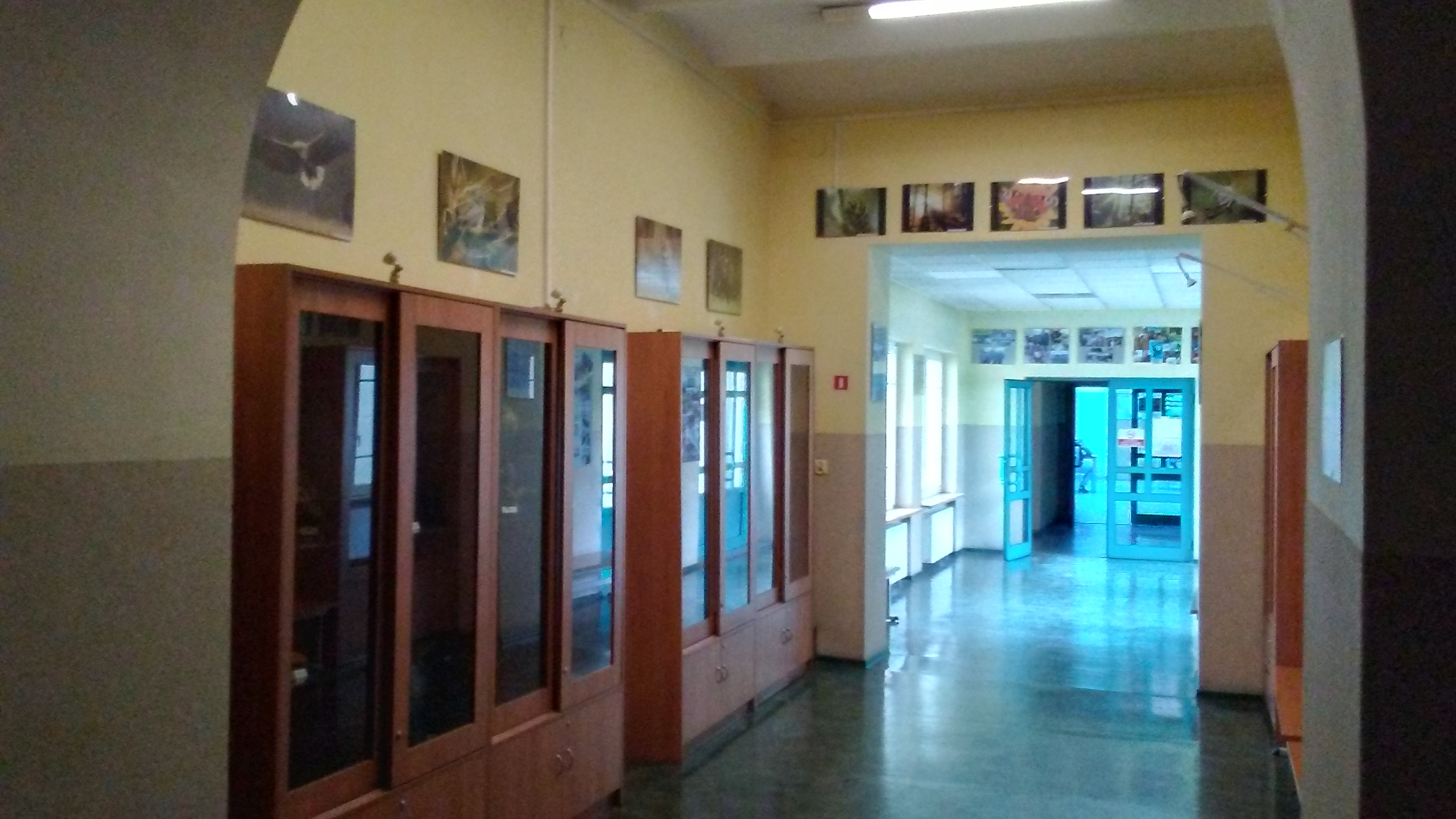
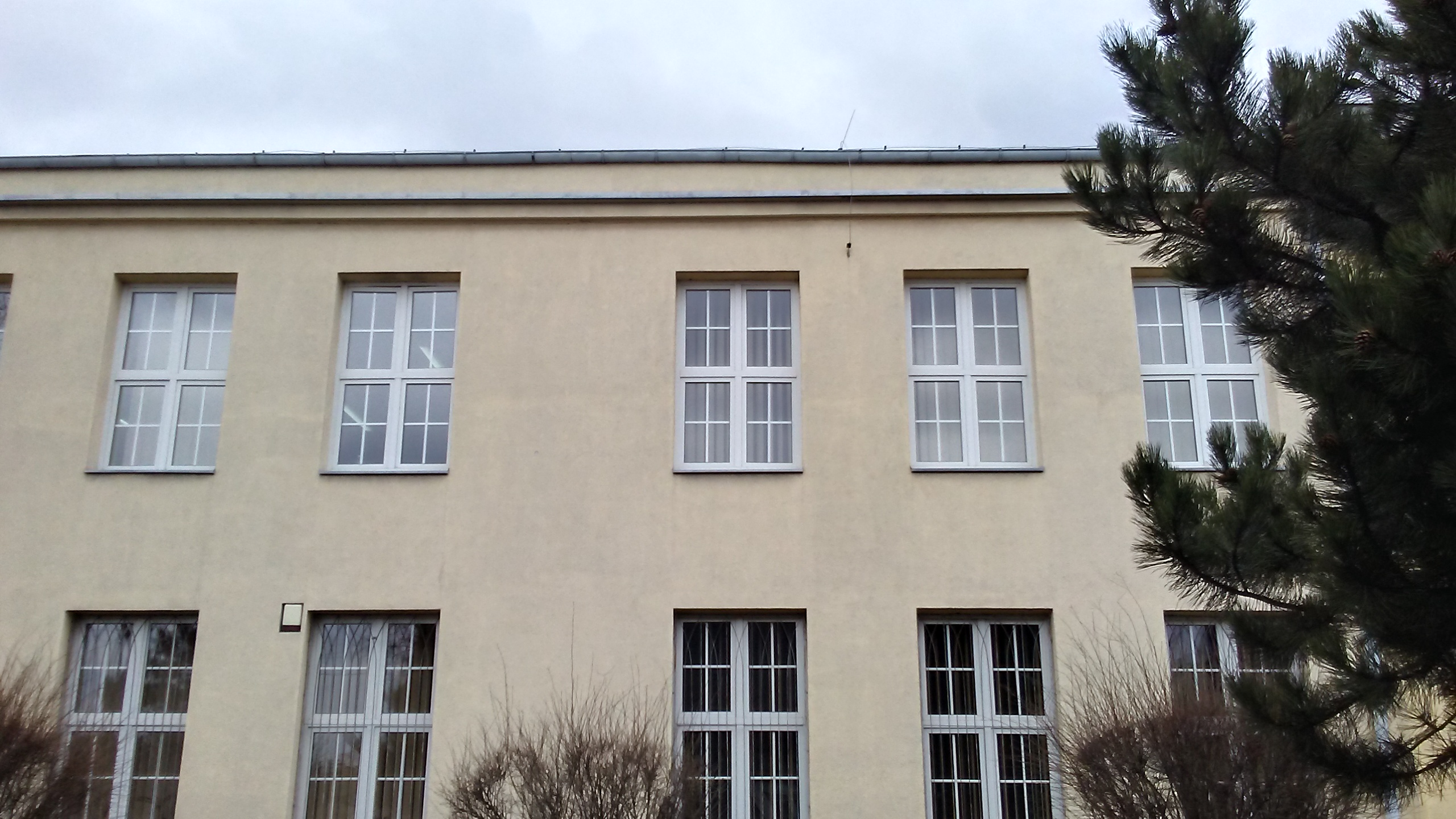
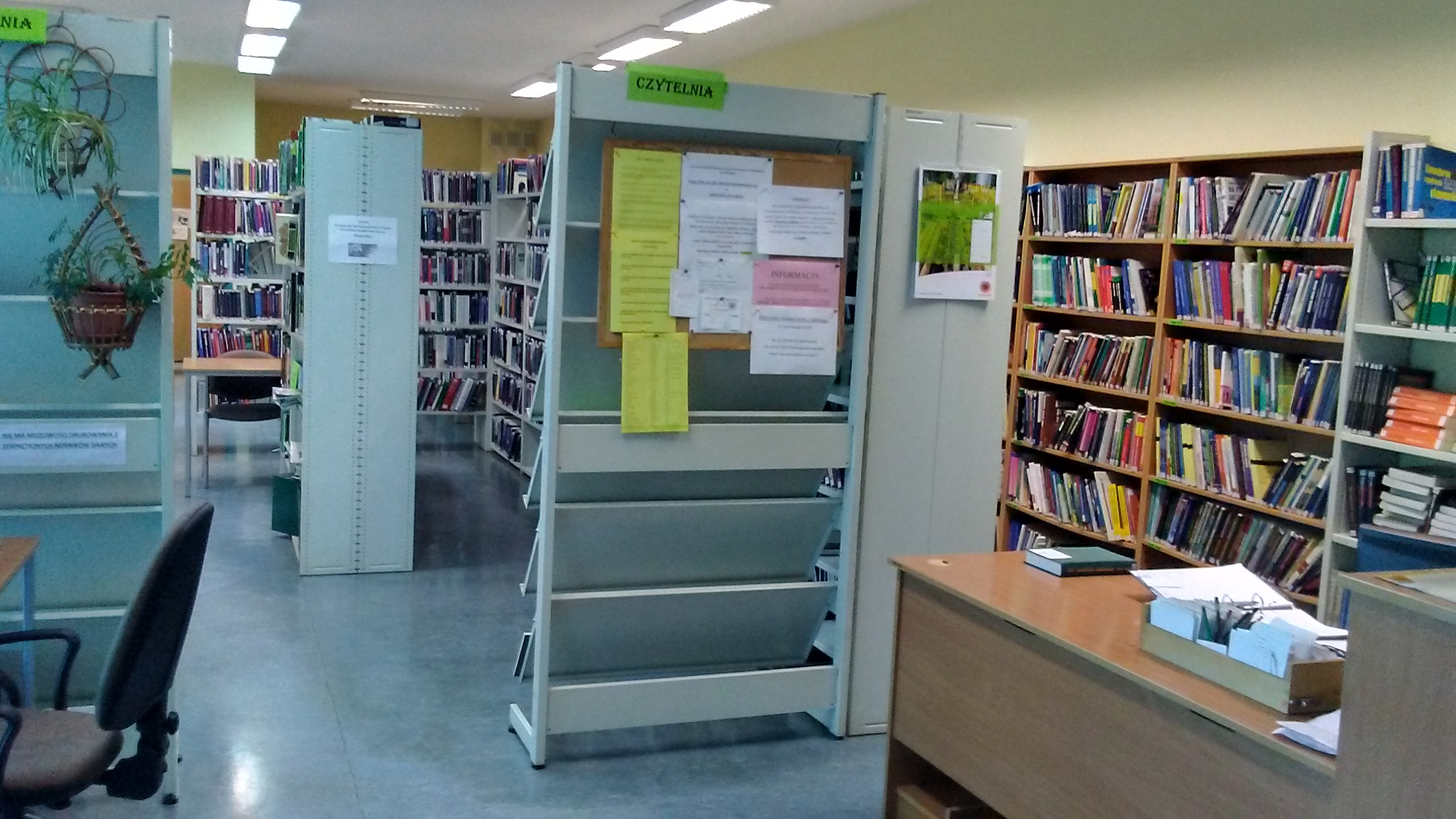
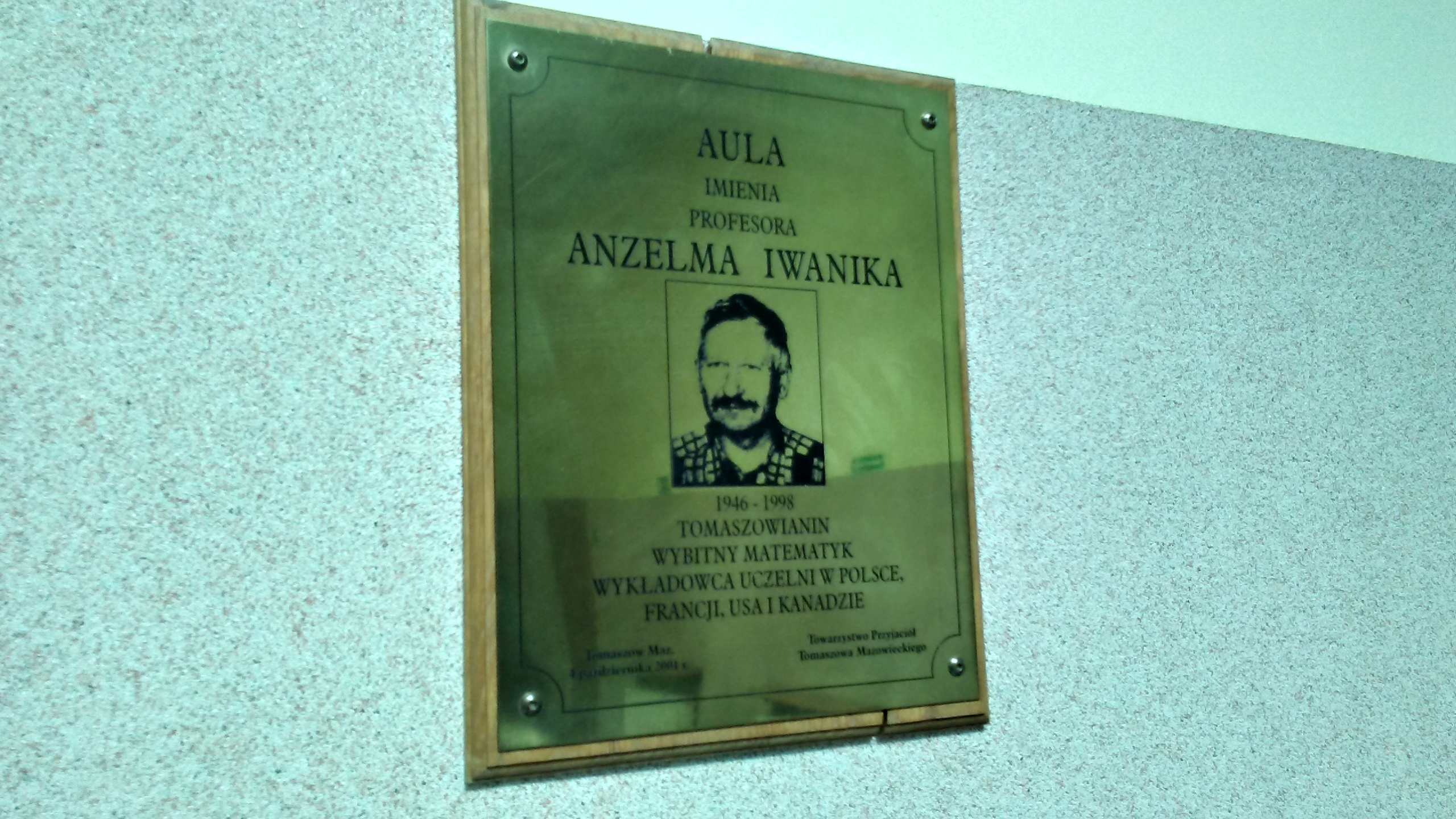
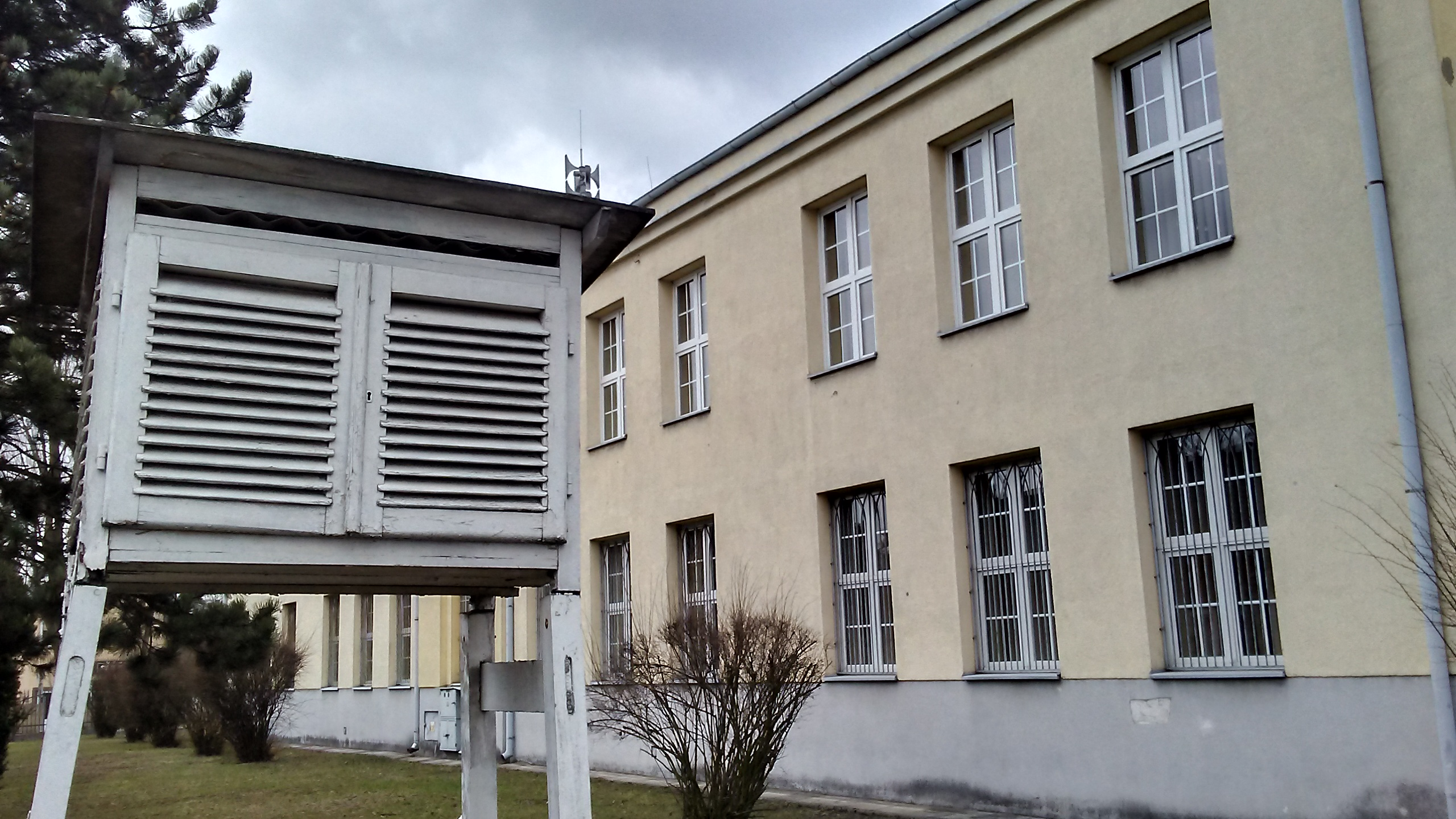
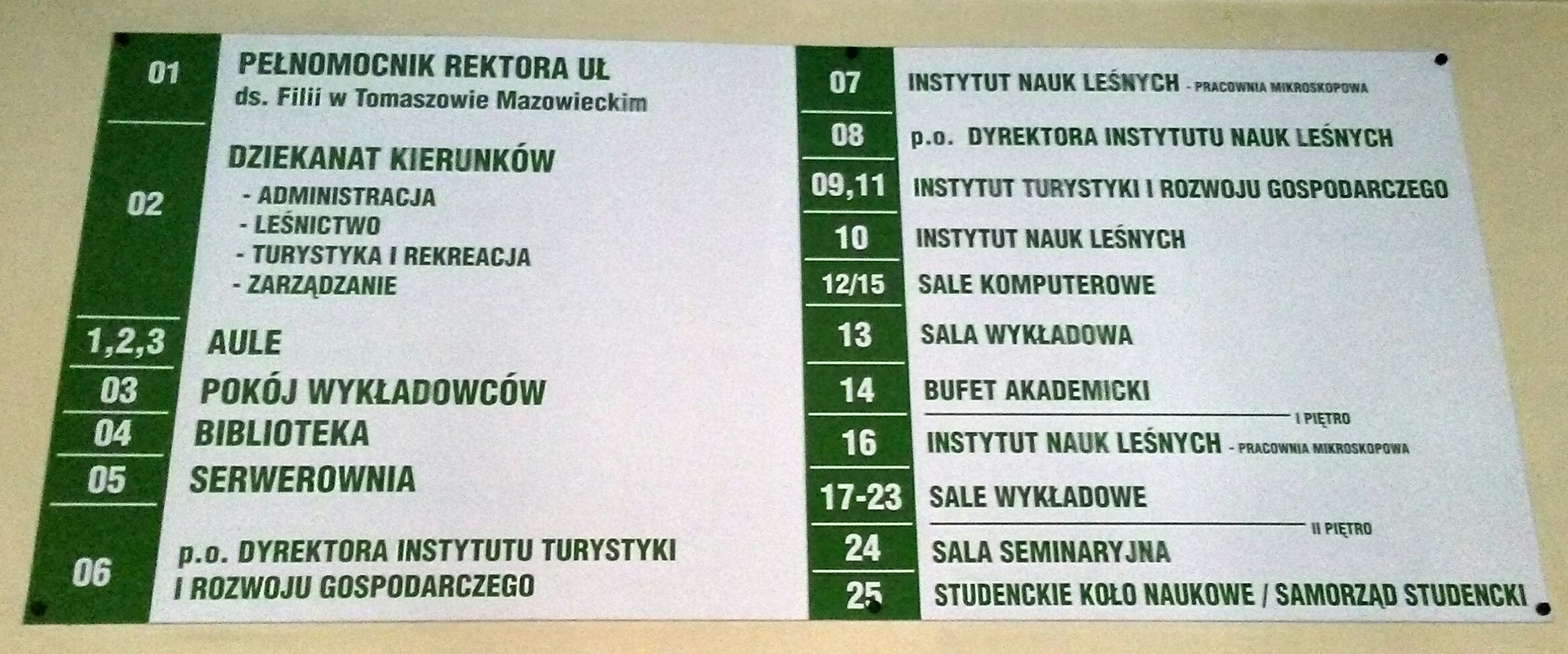
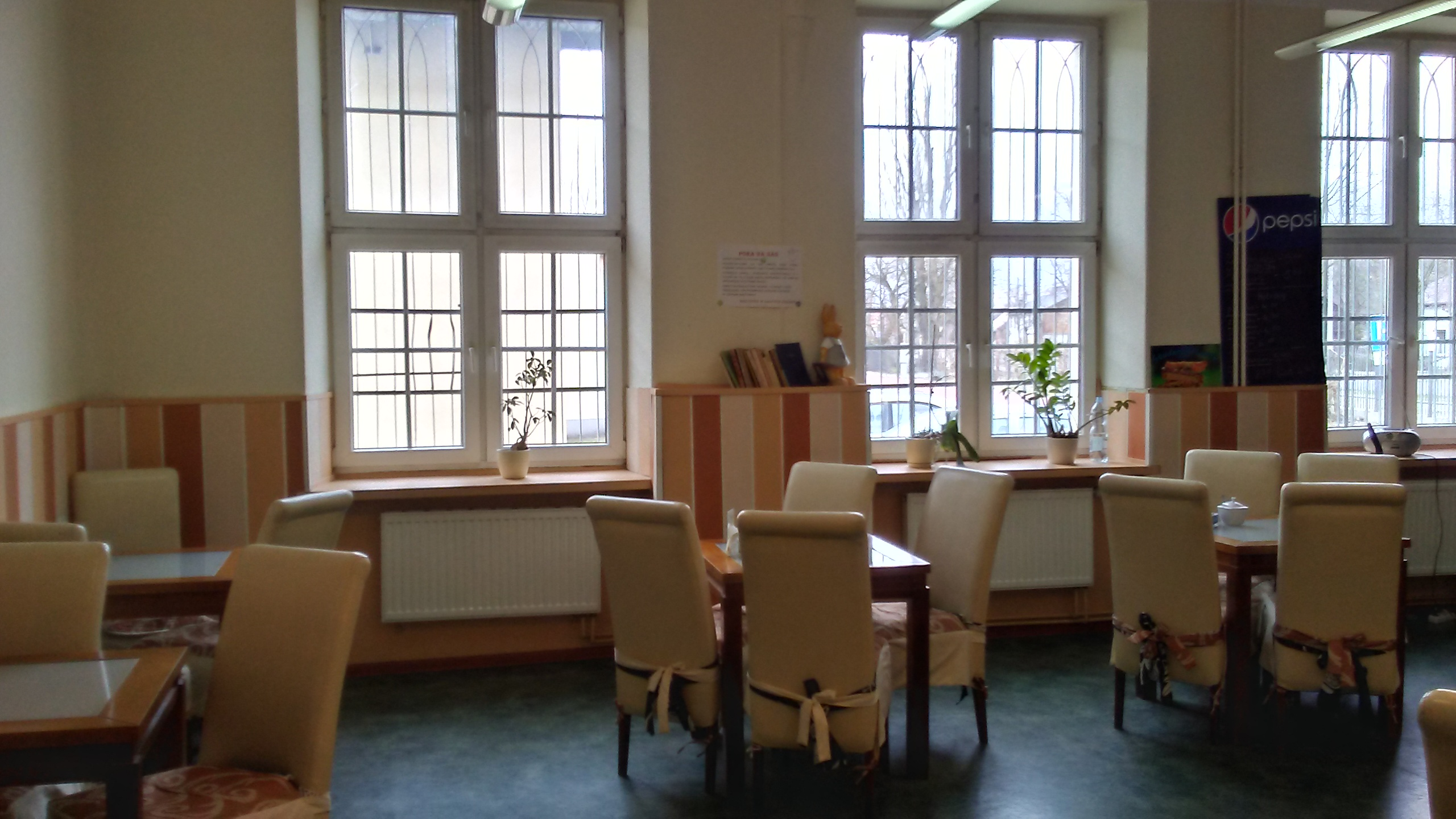